# Yitang Shuiku
Yitang Shuiku är en reservoar i Kina. Den ligger i provinsen Guangdong, i den södra delen av landet, omkring 260 kilometer öster om provinshuvudstaden Guangzhou. Yitang Shuiku ligger 155 meter över havet. Arean är 2,6 kvadratkilometer. I omgivningarna runt Yitang Shuiku växer huvudsakligen savannskog. Den sträcker sig 2,8 kilometer i nord-sydlig riktning, och 4,7 kilometer i öst-västlig riktning.
Genomsnittlig årsnederbörd är 2 102 millimeter. Den regnigaste månaden är maj, med i genomsnitt 455 mm nederbörd, och den torraste är januari, med 26 mm nederbörd.